# Premio Dannie Heineman per l'astrofisica
Il premio Dannie Heineman per l'astrofisica (in inglese Dannie Heineman Prize for Astrophysics) viene assegnato ogni anno dalla American Astronomical Society e dall'American Institute of Physics agli autori di importanti lavori e ricerche nel campo dell'astrofisica.
Il premio è finanziato dalla Heinemann Foundation, che lo istituì nel 1979 in onore dell'ingegnere, imprenditore e filantropo statunitense Dannie Heineman.

## Elenco dei premiati
- 1980 - Joseph Hooton Taylor
- 1981 - Riccardo Giacconi
- 1982 - James Peebles
- 1983 - Irwin Shapiro
- 1984 - Martin Rees
- 1985 - Sandra Faber
- 1986 - Hyron Spinrad
- 1987 - David L. Lambert
- 1988 - James E. Gunn
- 1989 - Carl Heiles
- 1990 - Richard McCray
- 1991 - Wallace Sargent
- 1992 - Bohdan Paczyński
- 1993 - John Cromwell Mather
- 1994 - John Bahcall
- 1995 - Jerry Nelson
- 1996 - Roger Chevalier
- 1997 - Scott Tremaine
- 1998 - Roger Blandford
- 1999 - Kenneth Freeman
- 2000 - Frank Shu
- 2001 - Bruce Elmegreen
- 2002 - J. Richard Bond
- 2003 - Rašid Alievič Sjunjaev
- 2004 - Bruce T. Draine
- 2005 - George Efstathiou, Simon White
- 2006 - Marc Davis
- 2007 - Robert Kennicutt
- 2008 - Andrew Fabian
- 2009 - Lennox Cowie
- 2010 - Edward Kolb, Michael Turner
- 2011 - Robert Kirshner
- 2012 - Chryssa Kouveliotou
- 2013 - Rachel Somerville
- 2014 - Piero Madau
- 2015 - David Spergel, Marc Kamionkowski
- 2016 - Wendy L. Freedman
- 2017 - Lars Bildsten
- 2018 - Vicky Kalogera
- 2019 - Edwin Bergin
- 2020 - Christopher Kochanek
- 2021 - Robert Lupton, David Weinberg
- 2022 - Norman Murray
- 2023 - Karen Meech